# Нептунеа (музей)
Морской музей «Нептунеа» (фр. Musée Maritime Neptunea) расположен в гавани Шелютье (фр. Bassin des Chalutiers) в городе Ла-Рошель, Франция. Один из самых известных морских музеев во Франции.

## История
Морской музей в Ла-Рошель был основан в 1986 году для сохранения морского наследия, которое плохо изучено. В это время директором музея был Патрик Шнепп. В 1988 году благодаря инициативе директора музея в нем появляется метеорологический фрегат «Франция-1». В 1989 году музей приобрел океанский буксир, который был построен в 1958 году. В 1995 году морской музей закрепляет за своим названием слово «Нептунеа», в этот же период появляется книжный магазин. В 1998 году поменялся статут музея и он стал государственным промышленным и коммерческим учреждением, а в 2001 становится государственным административным учреждением. В 2008 году Морской музей стал считаться одним из городских музеев и стал муниципальным.
Среди экспонатов Морского музея — исследовательское судно Жака Ива Кусто «Калипсо». Оно находится в гавани Шелютье. Экспозиция музея посвящена разным суднам и исследованиям океана. Здесь можно узнать, как устроено исследовательское метеорологическое судно, осмотрев его. Среди экспонатов музея — сейнер.
Музей расположен на месте старого рыболовного порта. Здесь можно увидеть фрегат «Франт I», посетить морской книжный магазин.
График работы музея: ежедневно с апреля по октябрь с 10:00 до 18:30, с ноября по март с 14:00. В декабре-январе музей закрыт. В июле-августе он работает до 19:00.
Вход закрывается за один час до закрытия. Стоимость билета для совершеннолетнего посетителя составляет 9 евро с посещением всех локаций, для людей в возрасте 4-18 лет стоимость билета 6,5 евро. Для некоторых категорий посетителей предусмотрен бесплатный вход. Есть семейный билет, по которому посетить музей смогут несколько членов семьи, каждый из которых заплатит по 6,5 евро.